# 马霍利
马霍利（Maholi），是印度北方邦Sitapur县的一个城镇。总人口18406（2001年）。

## 人口
该地2001年总人口18406人，其中男性9738人，女性8668人；0—6岁人口2943人，其中男1562人，女1381人；识字率61.19%，其中男性为68.06%，女性为53.46%。